# Franz Thomas
Franz Thomas (4. července 1825 Schönbach – 28. nebo 29. října 1883 Kraslice) byl rakouský podnikatel a politik německé národnosti z Čech, v 2. polovině 19. století poslanec Říšské rady.

## Biografie
Narodil se v Schönbachu. Uvádí se jako továrník, bytem Kraslice.
Byl poslancem Říšské rady (celostátního parlamentu), kam usedl v prvních přímých volbách roku 1873 za kurii městskou v Čechách, obvod Falknov, Loket atd. Zastupoval Ústavní stranu, která byla liberálně, provídeňsky a centralisticky orientována. V jejím rámci patřil k staroliberálnímu křídlu.
Zemřel v říjnu 1883 ve věku 56 let, podle matriky zemřelých mu bylo 59 let a 3 měsíce. Pohřeb se konal 31. října 1883 v Kraslicích za velké účasti veřejnosti.